# George Harrison and Ravi Shankar 1974 North American Tour
George Harrison and Ravi Shankar 1974 North American Tour fue una gira musical del músico británico George Harrison y el hindú Ravi Shankar desarrollada en Norteamérica. Fue la primera gira de Harrison después de la separación de The Beatles. Popularmente, esta gira es nombrada Dark Horse Tour ya que la gira sirvió a Harrison para promocionar su nuevo sello discográfico Dark Horse Records.
Esta gira representó la primera de un ex-beatle como solista en Norteamérica desde 1966.

## Lista de canciones
1. Hari's on Tour (Express)
2. The Lord Loves the One (That Loves the Lord)
3. Who Can See It
4. Something
5. While My Guitar Gently Weeps
6. Will It Go Round in Circles
7. Sue Me, Sue You Blues
8. Zoom, Zoom, Zoom
9. Naderdani
10. Cheparte
11. For You Blue
12. Give Me Love (Give Me Peace on Earth)
13. Sound Stage of Mind
14. In My Life
15. Tom Cat
16. Māya Love
17. Outa-Space
18. Dark Horse
19. Nothing From Nothing
20. What Is Life
21. Anurag
22. I Am Missing You
23. Dispute & Violence
24. My Sweet Lord

## Fechas
| Fecha                   | Ciudad         | País           | Recinto                          |
| ----------------------- | -------------- | -------------- | -------------------------------- |
| Norteamérica            |                |                |                                  |
| 2 de noviembre de 1974  | Vancouver      | Canadá         | Pacific Coliseum                 |
| 4 de noviembre de 1974  | Seattle        | Estados Unidos | Seattle Center Coliseum          |
| 6 de noviembre de 1974  | San Francisco  | Estados Unidos | Cow Palace                       |
| 7 de noviembre de 1974  | San Francisco  | Estados Unidos | Cow Palace                       |
| 8 de noviembre de 1974  | Oakland        | Estados Unidos | Oakland Coliseum                 |
| 8 de noviembre de 1974  | Oakland        | Estados Unidos | Oakland Coliseum                 |
| 10 de noviembre de 1974 | Long Beach     | Estados Unidos | Long Beach Arena                 |
| 11 de noviembre de 1974 | Los Ángeles    | Estados Unidos | The Forum                        |
| 12 de noviembre de 1974 | Los Ángeles    | Estados Unidos | The Forum                        |
| 12 de noviembre de 1974 | Los Ángeles    | Estados Unidos | The Forum                        |
| 14 de noviembre de 1974 | Tucson         | Estados Unidos | Tucson Community Center          |
| 16 de noviembre de 1974 | Salt Lake City | Estados Unidos | Salt Palace                      |
| 18 de noviembre de 1974 | Denver         | Estados Unidos | Denver Coliseum                  |
| 18 de noviembre de 1974 | Denver         | Estados Unidos | Denver Coliseum                  |
| 20 de noviembre de 1974 | San Luis       | Estados Unidos | The Arena                        |
| 21 de noviembre de 1974 | Tulsa          | Estados Unidos | Tulsa Assembly Center            |
| 22 de noviembre de 1974 | Fort Worth     | Estados Unidos | Tarrant County Convention Center |
| 22 de noviembre de 1974 | Fort Worth     | Estados Unidos | Tarrant County Convention Center |
| 26 de noviembre de 1974 | Baton Rouge    | Estados Unidos | LSU Assembly Center              |
| 27 de noviembre de 1974 | Memphis        | Estados Unidos | Mid-South Coliseum               |
| 28 de noviembre de 1974 | Atlanta        | Estados Unidos | The Omni                         |
| 28 de noviembre de 1974 | Atlanta        | Estados Unidos | The Omni                         |
| 30 de noviembre de 1974 | Chicago        | Estados Unidos | Chicago Stadium                  |
| 4 de diciembre de 1974  | Detroit        | Estados Unidos | Olympia Stadium                  |
| 4 de diciembre de 1974  | Detroit        | Estados Unidos | Olympia Stadium                  |
| 6 de diciembre de 1974  | Toronto        | Canadá         | Maple Leaf Gardens               |
| 6 de diciembre de 1974  | Toronto        | Canadá         | Maple Leaf Gardens               |
| 8 de diciembre de 1974  | Montreal       | Canadá         | Montreal Forum                   |
| 8 de diciembre de 1974  | Montreal       | Canadá         | Montreal Forum                   |
| 10 de diciembre de 1974 | Boston         | Estados Unidos | Boston Garden                    |
| 10 de diciembre de 1974 | Boston         | Estados Unidos | Boston Garden                    |
| 11 de diciembre de 1974 | Providence     | Estados Unidos | Providence Civic Center          |
| 13 de diciembre de 1974 | Landover       | Estados Unidos | Capital Centre                   |
| 13 de diciembre de 1974 | Landover       | Estados Unidos | Capital Centre                   |
| 15 de diciembre de 1974 | Uniondale      | Estados Unidos | Nassau Coliseum                  |
| 15 de diciembre de 1974 | Uniondale      | Estados Unidos | Nassau Coliseum                  |
| 16 de diciembre de 1974 | Philadelphia   | Estados Unidos | The Spectrum                     |
| 17 de diciembre de 1974 | Philadelphia   | Estados Unidos | The Spectrum                     |
| 17 de diciembre de 1974 | Philadelphia   | Estados Unidos | The Spectrum                     |
| 19 de diciembre de 1974 | Nueva York     | Estados Unidos | Madison Square Garden            |
| 20 de diciembre de 1974 | Nueva York     | Estados Unidos | Madison Square Garden            |
| 20 de diciembre de 1974 | Nueva York     | Estados Unidos | Madison Square Garden            |

- Datos: Q16992767